# Inghill Johansen

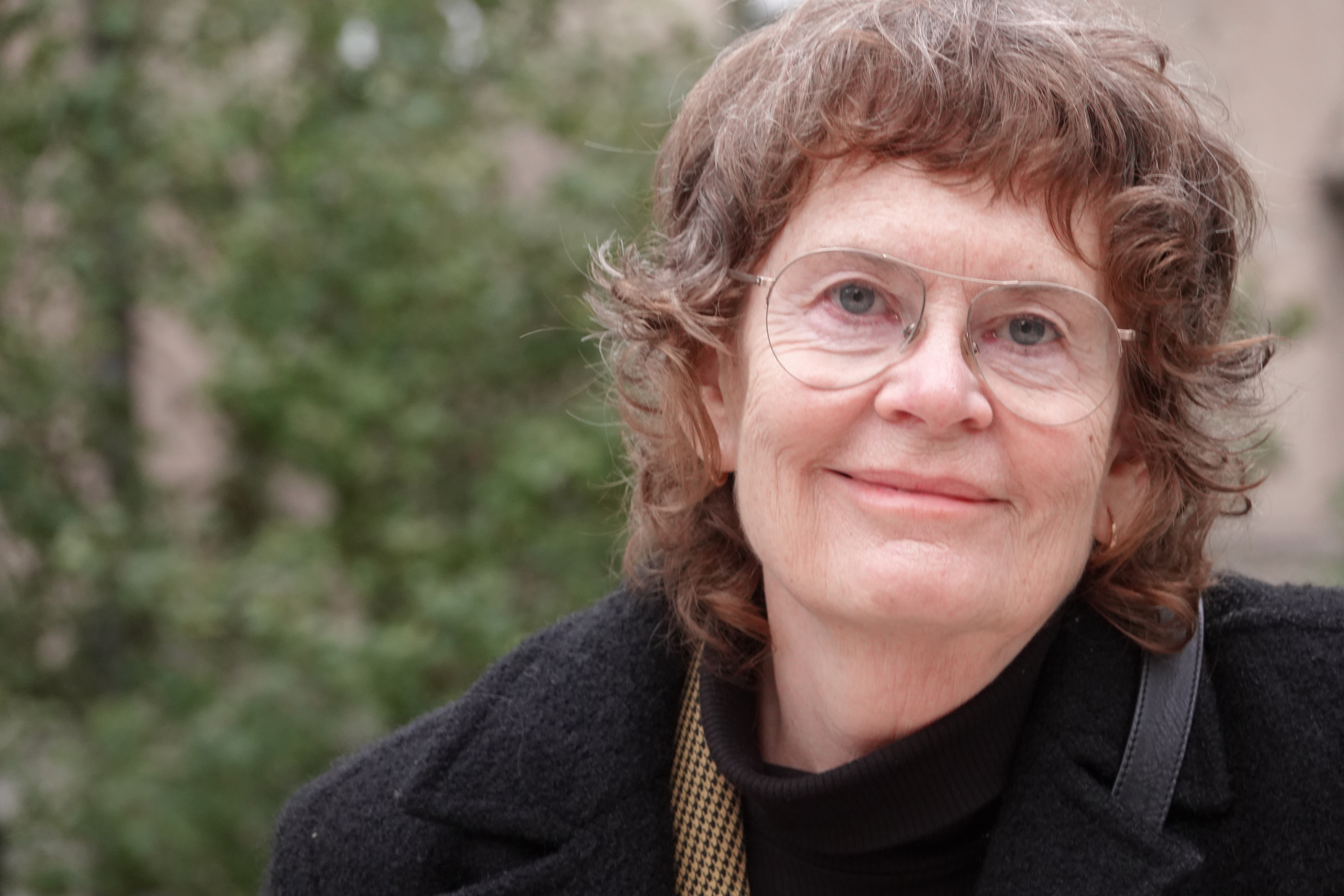
Inghill Johansen (2023)

Inghill Johansen (* 9. Juni 1958 in Asker) ist eine norwegische Schriftstellerin, die vor allem für ihre Kurzprosa Anerkennung findet und mit mehreren Preisen ausgezeichnet wurde. Sie hat sich den Ruf erworben, zu den „eigenständigsten Schriftstellern des skandinavischen Raums“ zu zählen.

## Leben und Werk

### Ausbildung und erste Texte
Inghill Johansen absolvierte ein Lehramtsstudium und arbeitet als Lehrerin in Drammen. Ihre ersten literarischen Texte veröffentlichte sie 1990 in der Literaturzeitschrift Vinduet. Kurz darauf, 1991, debütierte sie mit ihrem ersten Buch, dem Roman Hjertehvitt (wörtlich: Herzweiß). In der Folgezeit erschienen in zeitlich großen Abständen weitere schmale Bände, die teilweise als „Prosa“, teilweise ganz ohne Gattungsbezeichnung herausgegeben wurden. Im ersten dieser Werke, Suge (wörtlich: Saugen) von 1996, ist die Ich-Erzählerin, die in einem Café arbeitet und nach den Schichten regelmäßig schreibt, dankbar dafür, dass sie allmählich ihre eigene literarische Stimme findet. Analog erarbeitete sich Inghill Johansen mit Suge eine eigenständige Form, die sie in den nachfolgenden Veröffentlichungen stetig weiterentwickelte.
Suge besteht aus Prosaminiaturen, die thematisch teilweise miteinander verbunden sind, aber auch als Einzeltexte gelesen werden können. Ein zentrales Element stellt die Erinnerung der Erzählerin an ihr Aufwachsen in einem Haus an einem Fluss dar. Der Fluss, der allmählich versiegt und schließlich ganz verschwindet, dominiert die Landschaft, die im Wandel der Jahreszeiten großen Einfluss auf Stimmung und Wahrnehmung der Erzählerin ausübt. Ein wichtiges Thema ist außerdem die Auseinandersetzung mit dem Bruder der Erzählerin, mit dem sie zeitweise um das elterliche Grundstück streitet. Die Kommunikation der Geschwister ist karg; der Bruder kommt eines Tages unter unbekannten Umständen ums Leben. Der Ton des Buches ist lyrisch, gelegentlich rhythmisch, existentiell und selbstreflexiv.

«Like langsomt som denne vinteren er i ferd med å velte og en natt kommer til å falle sammen, bli til vann og renne bort, like langsomt som den ene årstiden alltid blir innhentet av noe annet og større enn seg selv, av en sterkere varmere eller en kaldere luft, like langsomt skriver jeg: Jeg tror jeg er i ferd med å miste balansen.»

„Genauso langsam, wie dieser Winter zu fallen beginnt und eine Nacht zusammenbricht, zu Wasser wird und davonfließt, genauso langsam, wie eine Jahreszeit von etwas Anderem und Größerem als sie selbst abgelöst wird, von stärkerer Wärme oder kälterer Luft, genauso langsam schreibe ich: Ich beginne, meine Balance zu verlieren.“

### Dinge und Vergänglichkeit
Die Prosatexte des 2001 erschienenen Bandes Klage (wörtlich: Klagen) kreisen topografisch um einen Friedhof. Sie thematisieren die Hilflosigkeit des Menschen angesichts des Todes. Mehrere Texte haben die Form von Beschwerdebriefen an den örtlichen Pfarrer oder die Friedhofsverwaltung, in denen die Absender über bestimmte Details in Zusammenhang mit dem Tod klagen, so etwa über zukünftige Grabstätten. Bei allem existenziellen Ernst ist das Buch von zartem absurden Humor getragen. Klage wurde für den Brageprisen nominiert.
Mit ihrer nächsten Veröffentlichung, Forsvinne (wörtlich: Verschwinden) aus dem Jahr 2009, knüpfte Johansen thematisch an Suge an. Erneut setzt sich darin eine Ich-Erzählerin mit Todesfällen, vor allem in der nahen Familie, auseinander. Auffallend ist in Relation zu den frühen Werken eine stärkere Objektivierung; Lyrismen werden durch lakonische, aber nie banale oder klischeebehaftete Beschreibungen ersetzt. Immer mehr in den Blickpunkt rücken eine Reflexion über die Vergänglichkeit und eine Aufmerksamkeit für die scheinbar unbedeutenden Dinge des Alltags, die nach Aussage der Autorin „Erinnerung speichern“ und „eine Art Auferstehung bieten“. Geschichten würden nie ganz verschwinden, im Gegensatz zu Körpern. Letztere hätten allerdings die Fähigkeit, „in Dinge hineinzukriechen“; ein Stuhl zum Beispiel könne „ein ganzes Leben“ enthalten. Die Prosabände Suge, Klage und Forsvinne wurden 2011 erneut veröffentlicht und von Kritik und Forschung als Trilogie wahrgenommen. Die Titel der Bücher indizierten etwa für die Literaturwissenschaftlerin Mette Elisabeth Nergård „eine trostlose Entwicklung im menschlichen Leben […]: Wir saugen, klagen und verschwinden. Das sind die Bedingungen, denen wir unterworfen sind.“

### Zunehmende Anerkennung
Allmählich genoss das Werk Inghill Johansens zunehmende Anerkennung bei Rezensenten und Autorenkollegen, ohne jedoch von einem breiten Publikum angenommen zu werden. Eine Kritikerin bezeichnete die Autorin 2016 deshalb – und generell wegen ihrer introvertierten Ästhetik – als „stille Gigantin“. In dem Jahr erschien mit Bungalow (Titel der 2023 erschienenen deutschen Übersetzung: Ein Bungalow) sieben Jahre nach ihrer letzten Veröffentlichung ein weiterer Kurzprosaband. Der Abbruch des elterlichen Hauses setzt „Erinnerungen und Imaginationen“ einer Ich-Erzählerin in Gang, die biografische Details mit der Autorin zu teilen scheint. Das Gefühl einer nicht gefestigten Identität veranlasst die Erzählerin, „über den emotionalen Wert von sich in den Räumen befindlichen Dingen nachzudenken“. Das Lesen von Gegenständen wird bei Johansen „zu einer Art Totengedenken“, doch leiser Humor fehlt auch in diesem Kontext nicht. Als die sterbende Mutter, die zuletzt im titelgebenden Bungalow lebte, von Sanitätern auf einer Trage abtransportiert wird, vergleicht die Erzählerin sie mit einem Insekt:

«Der hun ligger i den vannrette stillingen, minner hun om en sånn maur som bæres tilbake til tua av en kamerat. Men det er jo ikke tilbake hun skal. Det er bort.  Bort fra veggene, bort fra taket, bort fra møblene.»

„Wie meine Mutter dort in der Waagerechten liegt, erinnert sie an eine Ameise, die von einem Kameraden zurück zum Bau getragen wird. Dabei soll sie nicht zurück. Sie soll weg. Weg von den Wänden, weg von der Zimmerdecke, weg von den Möbeln.“

2021 erschien Dette er G (wörtlich: Dies ist G), ein Buch, das die Genrebezeichnung Roman erhielt, aber in seiner „schockierend unsentimentalen“ Methodik den Kurzprosabüchern ähnelt. Über mehrere Generationen werden Bewohner eines Hauses beschrieben, das verfällt und als „Renovierungsobjekt“ endet. Der Vater der Protagonistin begeht Selbstmord. Das Buch wurde für den Literaturpreis des Nordischen Rates nominiert, die renommierteste literarische Auszeichnung, die für skandinavische Autoren vergeben wird.
Inghill Johansen ist mit Buster Keaton verglichen worden, dem Komiker ohne Mimik, außerdem mit der Autorin Lydia Davis, die für ihre Kurzprosa mit nur wenigen Zeilen Umfang bekannt wurde. Die Texte von Johansen werden der Autofiktion zugeordnet und unter anderem in Bezug zum Werk von Tomas Espedal gesetzt. Betont wird dabei jedoch immer der stilistisch originelle Zugriff Johansens auf etablierte literarische Themen.

## Auszeichnungen
- 2001 Nominierung für den Brageprisen (mit Klage)
- 2002 Tanums Frauenstipendium[17]
- 2016 Dobloug-Preis[18]
- 2016 Nominierung für Ungdommens kritikerpris (mit Bungalow)[19]
- 2019 Amalie Skram-prisen[20]
- 2022 Nominierung für den Literaturpreis des Nordischen Rates (mit Dette er G)

## Werk
- Hjertehvitt, Roman, Gyldendal Norsk Forlag, Oslo 1991. ISBN 978-82-05-20002-9.
- Suge, Prosa, Gyldendal Norsk Forlag, Oslo 1996. ISBN 978-82-05-23453-6.
- Klage, Gyldendal Norsk Forlag, Oslo 2001. ISBN 978-82-05-27873-8.
- Forsvinne, Prosa, Gyldendal Norsk Forlag, Oslo 2009. ISBN 978-82-05-39269-4.
- Bungalow, Forlaget Oktober, Oslo 2016. ISBN 978-82-495-1645-2.
  - deutsche Übersetzung: Ein Bungalow. Aus dem Norwegischen von Ina Kronenberger, Stroux Edition, München 2023, ISBN 978-3-948065-31-7.
  - Auszüge auf Deutsch: Bungalow. Aus dem Norwegischen von Ina Kronenberger. – In: Uwe Englert (Hrsg.): Das Gras hinter dem letzten Haus, Göttingen 2019 (die horen, Bd. 275), S. 98–104.
- Dette er G, Roman, Forlaget Oktober, Oslo 2021. ISBN 978-82-495-2393-1.